# Radiometr DP-42A
Radiometr DP-42A – przyrząd dozymetryczny, używany między innymi w ludowym Wojsku Polskim, przeznaczony do rozpoznawania skażeń promieniotwórczych.

## Charakterystyka przyrządu
Radiometr DP-42A był przyrządem lampowym, służył do pomiaru stopnia skażenia substancjami alfa-aktywnymi powierzchni oraz żywności i wody. Aktywność określano na podstawie ilości rozpadów alfa, następujących w ciągu minuty na powierzchni jednego centymetra kwadratowego badanej powierzchni. Radiometr był przechowywany i przewożony w drewnianej skrzynce.
Dane taktyczno-techniczne
- zakres:
  - pierwszy – 50 do 500 rozp/min/cm²
  - drugi – 500 do 5000 rozp/min/cm²
  - trzeci – 5000 do 50 000 rozp/min/cm²
  - czwarty – 50 000 do 100 000 rozp/min/cm²
- błąd pomiaru – ±15%.
- masa urządzenia – 5,5 kg